# Катастрофа Ан-12 під Харковом
Катастрофа Ан-12 під Харковом — авіаційна катастрофа, що сталась в четвер 25 вересня 1985 року. Вантажний авіалайнер Ан-12 міністерства промисловості СРСР виконував рейс за сполученням Дніпропетровськ — Москва — Комсомольськ-на-Амурі та перевозив комерційний вантаж. Під час прольоту уночі на ешелоні 7500 м над Харківською областю пілоти доповіли про пожежу двигуна № 1 (зовнішнього лівого) і через деякий час літак впав на землю в 6,5 км від Рокитного і в 31 км на південний захід від Харкова (УРСР, СРСР). Всі 9 осіб, що знаходились на борту (4 пасажири та 5 членів екіпажу), загинули.

## Літак
Ан-12 із бортовим номером СССР-69321 укр. СРСР-69321 (заводський — 1901708, серійний — 17-08) був випущений 31 серпня 1961 року. На момент катастрофи він належав до Комсомольський-на-Амурі авіаційний завод ім. Ю.О. Гагаріна Міністерства авіаційної промисловості. Загальне напрацювання борту 69321 складало 14 251 льотну годину і 5707 цикл «зліт — посадка».

## Хронологія подій
З 4 пасажирами, 5 членами екіпажу та промисловим вантажем на борту вантажний Ан-12 виконував рейс із Дніпропетровська до Комсомольська-на-Амурі з першою проміжною посадкою у Москві. Політ проходив на ешелоні 7500 метрів уночі над Харківською областю, коли екіпаж несподівано доповів на землю про пожежу першого двигуна (зовнішній лівий). Тоді диспетчер дозволив знижуватись, а також дав вказівки для виконання позачергової посадки у Харківському аеропорті. Але лише через 4 хвилини 55 секунд з моменту доповіді про пожежу з літака повідомили: «Втратили керування, падаємо». Це було останнє радіоповідомлення з борту 69321.
Через деякий час Ан-12, що перекинувся, майже стрімко врізався в землю у землю за 31 км на південний захід від аеропорту та за 6,5 км на захід від села Рокитне (Нововодолазький район). Під час удару об землю літак вибухнув, а всі 9 осіб на борту загинули.

## Причини
Як було встановлено комісією, пожежа, про яку повідомляв екіпаж, відбувалася у хвостовому відсіку першої силової установки та в крилі, а її причиною був витік палива. Оскільки обсяг палива, що витікало, був досить великий і постійно підживлював полум'я, то встановлена на борту протипожежна система не змогла ліквідувати пожежу, яка продовжувала посилюватися. Оскільки літак сильно зруйнувався і згорів, точно визначити місце протікання паливо виявилося неможливо. Найбільш ймовірно, що витік палива був викликаний пошкодженням дюритових з'єднань паливопроводу до або після перекривного (пожежного) крана першої силової установки. Через пожежу, що посилювалася, висока температура у результаті призвела до того, що порушилася міцність силових елементів крила та вузлів підвіски першого двигуна, після чого частина площини лівої площини крила разом із першим двигуном відокремилася у повітрі. Крім того, розвивалася пожежа в залонжеронній частині крила, вона майже напевно зруйнувала проводку управління елеронами. Вийшовши з-під контролю екіпажу, некерована машина рушила до землі.